# Симаново (Даниловский район)
Си́маново — деревня в Даниловском районе Ярославской области. Входит в Даниловское сельское поселение. 

## География
Находится в 35 км от Данилова в 5 км от автомобильной дороги Череповец — Данилов на реке Ушлонка. Главная и единственная улица деревни — улица Охотников.

## Население
| 2007 | 2010 |
| ---- | ---- |
| 1    | ↘0   |